# Inowrocław
Inowrocław (česky Inovroclav, historicky Mladá Vratislav, německým historickým názvem Hohensalza) je město v severním Polsku, v Kujavsko-pomořském vojvodství ve stejnojmenném okrese. Nachází se zhruba 40 km jihovýchodně od města Bydhošť, které je největším sídlem vojvodství. Leží na řece Noteć, což je pravý přítok Warty. Podle informací z roku 2024 zde žilo 67 041 obyvatel.

## Historie
Během druhé světové války patřilo město do říšské župy Povartí (Wartheland). Dne 7. listopadu 1939 zde byla zřízena služebna gestapa.